# Hamacantha
Hamacantha is een geslacht van sponsdieren uit de klasse van de Demospongiae (gewone sponzen).

## Soorten
- Hamacantha (Hamacantha) boomerang Hajdu & Castello-Branco, 2014
- Hamacantha (Hamacantha) johnsoni (Bowerbank, 1864)
- Hamacantha (Hamacantha) lundbecki Topsent, 1904
- Hamacantha (Hamacantha) schmidtii (Carter, 1882)
- Hamacantha (Hamacantha) simplex Burton, 1959
- Hamacantha (Vomerula) acerata Lévi, 1993
- Hamacantha (Vomerula) agassizi Topsent, 1920
- Hamacantha (Vomerula) atoxa Lévi, 1993
- Hamacantha (Vomerula) azorica Topsent, 1904
- Hamacantha (Vomerula) bowerbanki Lundbeck, 1902
- Hamacantha (Vomerula) carteri Topsent, 1904
- Hamacantha (Vomerula) esperioides Ridley & Dendy, 1886
- Hamacantha (Vomerula) falcula (Bowerbank, 1874)
- Hamacantha (Vomerula) forcipulata Lévi, 1993
- Hamacantha (Vomerula) integra Topsent, 1904
- Hamacantha (Vomerula) megancistra Pulitzer-Finali, 1978
- Hamacantha (Vomerula) microxifera Lopes & Hajdu, 2004
- Hamacantha (Vomerula) mindanaensis Wilson, 1925
- Hamacantha (Vomerula) papillata Vosmaer, 1885
- Hamacantha (Vomerula) popana (de Laubenfels, 1935)
- Hamacantha (Vomerula) tenda (Schmidt, 1880)
- Hamacantha (Vomerula) tibicen (Schmidt, 1880)
- Hamacantha (Zygherpe) desmacelloides Hajdu, Hooker & Willenz, 2015
- Hamacantha (Zygherpe) hyaloderma (de Laubenfels, 1932)